# Schloss Michelfeld (Unterfranken)

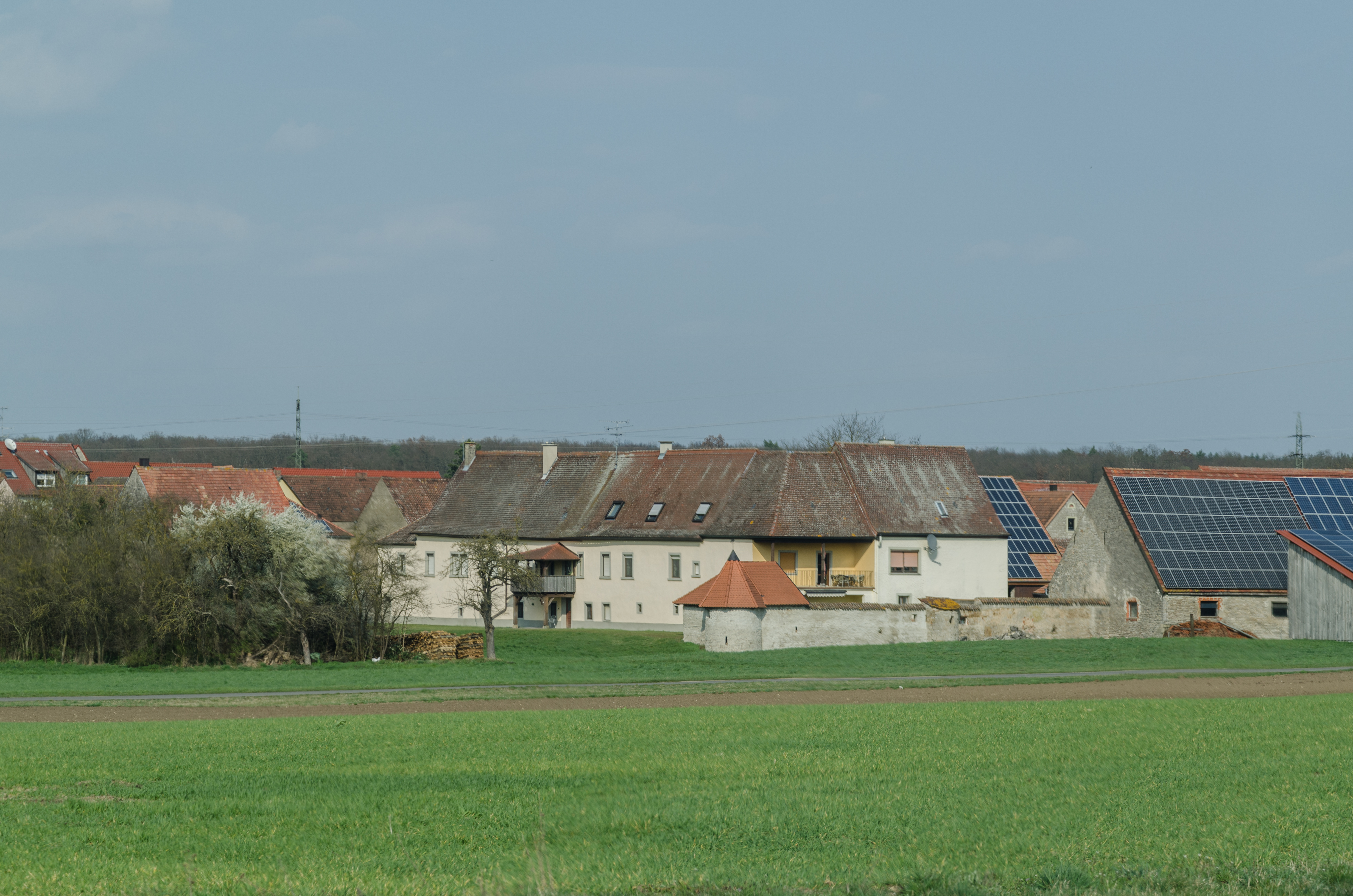
Die Reste des Schlosses in Michelfeld

Das Schloss Michelfeld ist ein ehemaliger Adelssitz im Marktstefter Ortsteil Michelfeld im unterfränkischen Landkreis Kitzingen. Heute wird das Anwesen von einem landwirtschaftlichen Betrieb genutzt. Es liegt am Rande des Ortes in der Straße Schloss.

## Geschichte
Die erste Nennung eines Herrensitzes erfolgte in Michelfeld bereits im 13. Jahrhundert. Damals hatten die Herren von Michelfeld die Dorfherrschaft inne. Ein „Conradus de Michelvelt“ ist der Erstgenannte dieses Namens. Die Herrschaft endete im 14. Jahrhundert. Ihnen folgten ab 1332 die Zollner von Halberg nach, die bald darauf auch das Schloss bewohnten und eine eigene Linie ihrer Familie nach Michelfeld benannten.
Im Jahr 1367 wurde die Burg von König Karl IV. erworben. Aufgrund von Schulden musste sein Sohn Wenzel die Anlage verpfänden. Im Jahr 1403 erhielt sie deshalb Burggraf Johann von Nürnberg. Da das Pfand niemals ausgelöst werden konnte, blieb der Burggraf Dorfherr und Besitzer des Schlosses. Der Bauernkrieg des Jahres 1525 brachte große Zerstörungen am Bau, als Bauernhaufen die verhassten Herrensitze plünderten und in Brand steckten.
Seit 1501 hatten die Herren von Hutten Dorf und Schloss als Lehen inne. Eine Beschreibung des Jahres 1604 nennt einen Wassergraben und beschreibt die Anlage als rechteckig. Im gleichen Jahr, 1604, mussten die Herren von Hutten das Schloss an die Markgrafen zurückgeben. Neue Besitzer wurden die Herren von Thüna. Nachdem die Zerstörungen des Bauernkrieges weitgehend beseitigt waren, wütete nun der Dreißigjährige Krieg und verwüstete das Schloss erneut.
Unter Julius Albrecht von Thüna wurde das Schloss wieder aufgebaut, hierzu verschuldete sich die Familie jedoch stark. Deshalb musste sein Sohn am 4. Januar 1663 Schloss und Dorf an die Kurfürsten von Brandenburg verkaufen. Im Jahr 1713 kam das Schloss in private Hände und wurde fortan nur noch als landwirtschaftliches Anwesen genutzt. Der heutige Zustand ist auf einige An- und Umbauten der letzten Jahrhunderte zurückzuführen. Das ehemalige Schloss wird als Baudenkmal geführt, die untertägigen Reste sind als Bodendenkmal eingeordnet.

## Beschreibung
Erstmals beschrieben wird die Anlage in einem Bericht aus dem Jahr 1604. Ein Wassergraben leitete zu einer Ringmauer über. Eine Brücke überquerte den Graben. Durch ein Tor betrat man den Vorhof, der wiederum durch ein Tor vom eigentlichen Schlosshof getrennt war. Im Inneren des Hofes war ein Schöpfbrunnen angebracht. Aus den Angaben geht hervor, dass es sich um eine rechteckige Anlage gehandelt haben muss. 
Nach den Umbauten der letzten Jahrhunderte sind nur noch wenige Reste der einstmaligen Anlage erhalten. So sind noch Überbleibsel der Mauerumfriedung zu finden, ebenso erkennt man zwei runde Ecktürme. Zwei weitere solcher Türme hatte man 1908 abgerissen. Ebenso ist ein halbrunder Mauervorsprung auf der Ostseite des Gebäudes zu finden. Eine Freitreppe auf der Nordseite und eine Wappentafel mit der Jahreszahl 1523 weist ebenso auf die ehemalige Nutzung hin.